# Dickinsoniidae
Famille
Genres de rang inférieur
- † Dickinsonia
- † Windermeria
- † (?) Phyllozoon (? traces de Dickinsonia)

Les Dickinsoniidae (dickinsoniidés en français) sont une famille éteinte d'animaux marins à corps mous, à symétrie bilatérale, de la faune de l'Édiacarien, vivant il y a environ entre 560 et 555 millions d'années. 
Leur classification systématique a été controversée en raison des caractéristiques de ces animaux fossiles, difficilement comparables aux êtres vivants actuels. La plupart des interprétations actuelles les considèrent comme appartenant à l'embranchement des proarticulés, alors que d'autres suggéraient qu'ils pourraient être des champignons, ou encore des représentants d'un règne désormais éteint.

## Étymologie
Les Dickinsoniidae ainsi que le genre Dickinsonia ont été décrits pour la première fois en 1947 par Reg Sprigg, l'inventeur de la faune de l'Édiacarien en Australie, qui l'a nommé en référence à Ben Dickinson, alors directeur des mines de l'Australie-Méridionale et à la tête du ministère qui employait Reg Sprigg.

## Description

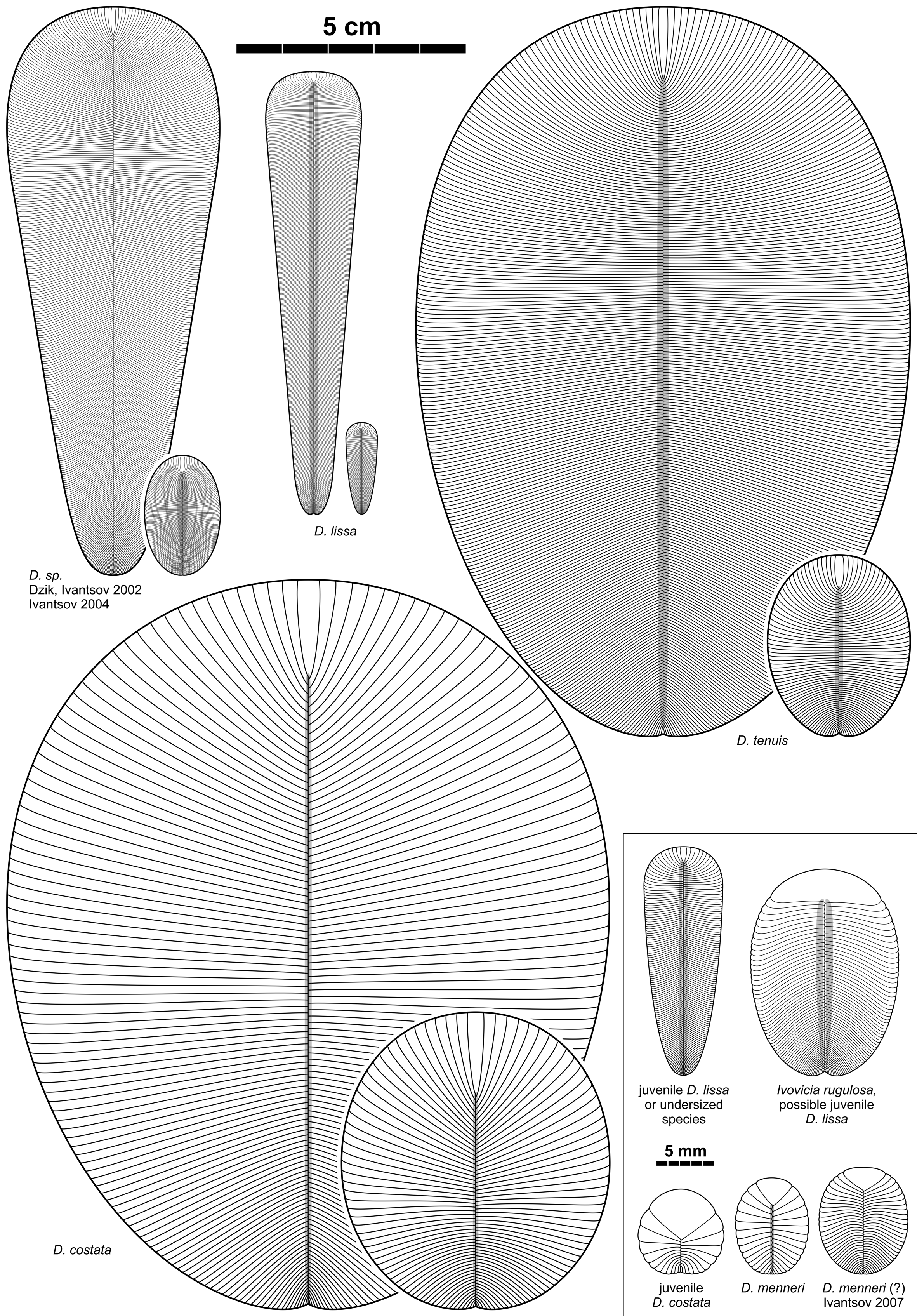
Reconstitution schématique de 5 dickinsoniidés :Dickinsonia costata, D. lissa, D. tenuis, D. menneri, D. sp. ainsi quIvovicia rugulosa.

Les dickinsoniidés sont connus à partir d'empreintes de tissus mous. Ils se présentent comme des disques à contour elliptique, généralement de petite taille (millimétriques à pluricentimétriques ; exceptionnellement plusieurs dizaines de centimètres de long).
Ils ressemblent, à première vue, à des méduses avec leurs segments rayonnants et leurs tentacules marginaux. Cependant ils sont caractérisés par une symétrie bilatérale marquée et par la présence d'extrémités différenciées. Un sillon médian longitudinal sépare des segments latéraux simples. La marge est plus ou moins festonnée en lamelles très courtes et arrondies.
Le nom de genre Phyllozoon a été donné en Australie à ce qui a été interprété comme des traces fossiles de « broutage » en fond de mer de Dickinsonia. A. Yu. Ivantsov, dans sa révision des traces fossiles de l'Édiacarien en 2011, conclut simplement que les responsables de ces traces sont des proarticulés sans en préciser le genre .

## Répartition géographique
Cette famille est connue dans trois grandes régions du globe :

### Australie
Les premières découvertes de dickinsoniidés ont eu lieu dans les grès quartzeux des collines Ediacara qui ont donné leur nom à la période géologique de l'Édiacarien avant d'être retrouvés dans d'autres sites des Flinders Ranges en Australie-Méridionale.

### Russie et Ukraine
Ils sont connus en Ukraine (Podolie) et en Russie dans les régions de la mer Blanche et de l'Oural central.

### Canada
Un seul dickinsoniidé probable a été découvert en Amérique du nord, au sein de la « formation géologique de Blueflower » dans les Territoires du Nord-Ouest au Canada. Il a été décrit en 1994 par G. M. Narbonne et nommé Windermeria à la différence des espèces trouvées ailleurs dans le monde qui appartiennent toutes au genre Dickinsonia.